# Héctor Luis Bustamante
Pour les articles homonymes, voir Bustamante.
Héctor Luis Bustamante (nom de naissance Héctor Luis Bustamante Durango, né le 12 mars 1972 à Medeline, Colombie) est un acteur colombien travaillant principalement dans l'industrie cinématographique américaine.

## Filmographie

### Comme acteur
- 2003 : Operation Reunion : Mata Goya
- 2003 : Book of Rules : Homme effrayant #1
- 2003 : Fanatic : Billy
- 2004 : Sueño :  Latino branché
- 2005 : Hostage : Officier Ruiz

### Dans son propre rôle
- 1998 : Nightcap : Lui-même

### Apparitions télévisées
- 2000 : Nash Bridges (épisode 06x05) - ManHun : Gardien d'entrepôt
- 2001 : Nash Bridges (épisode 06x15) - Slam Dunk : Gangster
- 2002 : Espions d'État (épisode 02x07) - Heartless : Policier
- 2003 : FBI : Portés disparus (épisode 02x07) - A Tree Falls : Hector Delgado
- 2003 :  Monk - (série télévisée) - Saison 2, épisode 2 (Monk part à Mexico (Mr. Monk Goes to Mexico) ) : le douanier Gomez
- 2003 : Dragnet (épisode 01x06) - The Brass Ring : Lawson
- 2003 : New York Police Blues (épisode 10x12) - Arrested Development : Neffy Concepcion
- 2003 : Line of Fire (épisode 01x10) - Born to Run : Medardo Ramos
- 2004 : Spy Girls (épisode 02x18) - Witness Protection : Luis Garcia
- 2004 : Preuve à l'appui (épisode 03x02) - Slam Dunk : Pete Delgado
- 2005 : Un gars du Queens (épisode 07x19) - Ice Cubed : Hector
- 2005 : 24 heures chrono (épisode 04x08) - Day 4 : 2:00 p.m.-3:00 p.m : Dr. Martinez
- 2005 : La Vie avant tout (épisode 05x20) - First Response : Officier Wyatt
- 2008 : La Disparition de mon enfant (Little Girl Lost: The Delimar Vera Story) : Pedro Vera